# Quelli come noi
Quelli come noi è il dodicesimo album in studio dei New Trolls, pubblicato nel 1992.

## Il disco
L'album contiene due inediti (la title track, portata in quell'anno al Festival di Sanremo, e Hey, lassù!) più 9 vecchie canzoni riproposte in nuove versioni.

## Tracce
1. Quelli come noi (testo: Divo Gori, Fabrizio Berlincioni – musica: Aldo De Scalzi, Arturo Belloni, Nico Di Palo, Vittorio De Scalzi)
2. Visioni
3. Quella carezza della sera (testo: Giorgio D'Adamo, Gianni Belleno – musica: Sergio Bardotti, Arturo Belloni, Nico Di Palo, Vittorio De Scalzi)
4. Faccia di cane
5. Poster
6. Hey, lassù!
7. Davanti agli occhi miei
8. Aldebaran (testo: Giorgio D'Adamo, Gianni Belleno – musica: Sergio Bardotti, Arturo Belloni, Nico Di Palo, Vittorio De Scalzi)
9. Una miniera
10. Signore, io sono Irish

## Formazione
- Vittorio De Scalzi - voce, tastiere
- Nico Di Palo - chitarra, voce
- Ricky Belloni - chitarra, voce
- Giorgio Usai - tastiere, cori
- Flavio Piantoni - basso
- Alfio Vitanza - batteria, voce
- Alessandra Ortolani - voce in Hey, Lassù!